# Bat-El Gatterer
Bat-El Gatterer (hebräisch בת אל גטרר; * 4. Februar 1988 in Kochav Ja'akov) ist eine israelische Taekwondoin. Sie startet in der Gewichtsklasse bis 57 Kilogramm.
Ihre ersten internationalen Titelkämpfe bestritt Gatterer bei der Junioreneuropameisterschaft 2002 in Iraklio, wo sie jedoch frühzeitig ausschied. In den folgenden Jahren startete sie regelmäßig bei Juniorenwettbewerben, konnte jedoch keine Podestplätze erringen. Im Erwachsenenbereich debütierte sie in der Klasse bis 59 Kilogramm bei der Europameisterschaft 2006 in Bonn. Völlig überraschend qualifizierte sich Gatterer für die Olympischen Spiele 2008 in Peking. In der Klasse bis 57 Kilogramm schied sie im Auftaktkampf gegen Martina Zubčić aus und belegte im Endklassement Rang elf. Bei der Weltmeisterschaft 2009 in Kopenhagen erreichte sie das Achtelfinale, unterlag dann aber Edina Kotsis. Den bislang größten Erfolg ihrer Karriere feierte Gatterer bei der Europameisterschaft 2010 in Sankt Petersburg. In der Klasse bis 57 Kilogramm schlug sie im Halbfinale Deborah Louz und im Finale Juliya Podolyan und gewann ihren ersten internationalen Titel. Bei der Weltmeisterschaft 2011 in Gyeongju konnte Gatterer erneut das Achtelfinale erreichen, sie unterlag dort jedoch Lim Su-jeong.
Gatterer erlangte in ihrem Heimatland mediale Aufmerksamkeit, da sie eine der wenigen Olympiateilnehmer aus den israelischen Siedlungen ist. Sie wuchs als Tochter französischer Emigranten im Westjordanland auf. Gatterer startet für den Verein Achea Wuhdi Jerusalem und wird von Noa Shmida  trainiert. Im Jahr 2008 begann sie einen zweijährigen Grundwehrdienst in der israelischen Armee.